# Маратхска империя
Маратхската империя (на маратхийски: मराठा साम्राज्य, Маратха Самраджя) или Маратхската конфедерация е индийска империя, съществувала от 1674 до 1818 г. В своя апогей тя покрива голяма част от Южна Азия, обхващайки територия от над 2.8 млн. km². Маратхите възстановяват индуисткото влияние и власт на обширни територии в Индия.
Империята е основана и консолидирана от Шиваджи. Той създава независимо маратхско кралство със столица Райгад, и успешно се бие срещу моголите за отбрана на своето кралство. Маратхската империя води 27-годишна война с моголите от 1681 до 1707 г., най-дългата война в историята на Индия. Маратхите в крайна сметка побеждават.
Шиваджи е наследен от своя внук Шаху. След смъртта на моголския император Аурангзеб империята силно се разраства под управлението на пешвите (министър-председатели). В своя апогей империята се простира от Тамил Наду на юг до Пешавар на афганистанската граница на север и води експедиции на изток. През 1761 г. маратхската армия губи третата битка при Панипат, която възпира имперската експанзия.
След 1761 г. младият Мадхаврао Пешва възстановява маратхската власт на Северна Индия, 10 години след битката при Панипат. В опит да се управлява ефективно голямата империя е създадена конфедерация от полу-автономни държави. През 1775 г. Британската източноиндийска компания се намесва в борба за наследяването в Пуна, която се превръща в първата англо-маратхска война (1777 – 1783). Маратхите остават най-голямата сила в Индия до поражението им във втората (1803 – 1805) и третата англо-маратхска война (1817 – 1818), които водят до установяване на британски контрол над по-голямата част от Индия.
Голяма част от империята е брегова ивица, осигурявана от мощен флот, командван от командири като Канходжи Ангре. Той много успешно отблъсква чуждите кораби, най-вече португалските и британските. Осигуряването на крайбрежието и построяването на силни укрепления са важни аспекти на маратхската отбранителна стратегия.